# Габричидзе, Владимир
Владимир Габричидзе (род. 16 мая 1968, Тбилиси) — советский и грузинский теннисист и теннисный тренер. Шестикратный победитель летних и зимних чемпионатов СССР (1 раз в одиночном и 5 в мужском парном разряде), член сборных СССР, СНГ и Грузии в Кубке Дэвиса.

## Биография
Начал играть в теннис в 11 лет. В 1985 году в составе сборной Грузии выиграл теннисный турнир I Всесоюзных юношеских спортивных игр, в том числе пробившись в финал в парном разряде и выиграв микст с Лейлой Месхи. Выступал за спортобщество «Динамо». В 1987 и 1988 годах выиграл летний чемпионат СССР в мужском парном разряде (соответственно с Андреем Ольховским и Александром Зверевым). В эти же два года становился победителем зимних чемпионатов СССР в паре с Ольховским, а в 1989 году повторил этот успех с Андреем Черкасовым. В 1990 году Габричидзе стал победителем зимнего чемпионата СССР в одиночном разряде.
В 1990 году Габричидзе был вызван в сборную СССР на матч Кубка Дэвиса с испанцами, в паре с Александром Волковым проиграв в пяти сетах Эмилио Санчесу и Серхио Касалю. В этом же году выступил в составе сборной СССР в командном Кубке мира по теннису, одержав одну победу и потерпев одно поражение в парах. В 1992 году с Черкасовым играл за сборную СНГ в парной встрече против португальцев, а с 1995 года защищал в Кубке Дэвиса честь сборной Грузии. На индивидуальном уровне выиграл в 1989 году «челленджер» в Фюрте (Германия) с Дмитрием Поляковым, а в 1991 году — «челленджеры» в Бангалоре (Индия, в парах) и в Пескаре (Италия, в одиночном разряде). Хотя сам Габричидзе говорил, что предпочитает быстрые покрытия, лучших результатов он добился на грунтовых кортах.
Окончил Грузинский Государственный учебный университет физического воспитания и спорта, получив тренерскую лицензию. В середине 2008 года был назначен капитаном сборной Грузии в Кубке Дэвиса.